# Haardtrand – Geraide
Haardtrand – Geraide ist ein Naturschutzgebiet im Landkreis Südliche Weinstraße.
Geschützt werden typische Landschaftselemente des klimatisch begünstigten östlichen Gebirgsrandes wie Rebflächen unterschiedlicher Bewirtschaftungsintensität, Trockenmauern und Terrassen mit Weinbergen und Obstanlagen, Gebüsch- und Saumbiotopen, ferner Wald- und Waldrandflächen. Diese Elemente bilden den Lebensraum einer Vielfalt von Tier- und Pflanzenarten, so etwa von 40 Vogelarten – darunter die Zaunammer –, 19 Heuschreckenarten, außerdem einer Reihe von Amphibien und Reptilien.